# Linguistische Treffen in Wrocław
Linguistische Treffen in Wrocław ist eine germanistische Fachzeitschrift, die seit 2006 am Institut für Germanistik der Universität Breslau herausgegeben wird. Die Zeitschrift erscheint zweimal jährlich, jeweils im Juni und Dezember eines Kalenderjahres. In der Zeitschrift werden wissenschaftliche Artikel aus dem Bereich der Linguistik im weitesten Sinne, Rezensionsbeiträge und Berichte über wissenschaftliche Aktivitäten veröffentlicht. Der Herausgeber der Zeitschrift ist Oficyna Wydawnicza ATUT in Wrocław.

## Beschreibung und Profil der Zeitschrift
Die Zeitschrift wurde mit dem Ziel gegründet, den Lesern Einblicke in verschiedene Bereiche der zeitgenössischen Linguistik, insbesondere der germanischen Linguistik, zu geben. Die in einem solchen thematischen Rahmen erscheinenden Publikationen stellen somit eine wichtige Plattform für den wissenschaftlichen Erfahrungsaustausch dar und geben die Richtung der Disziplin vor. Das breite Spektrum an Themen, angewandten Methoden und Forschungsperspektiven, vor allem die konfrontative Forschung im Rahmen der interdisziplinären Germanistik, ermöglicht es, die Entwicklungstendenzen der Gegenwartslinguistik in aufeinanderfolgenden Jahrgängen der Zeitschrift zu dokumentieren.
Zur Veröffentlichung werden auch Forschungsbeiträge von Nachwuchswissenschaftlern – Doktoranden und Studierenden – aufgenommen. Ein fester Bestandteil jedes Dezemberbandes ist der Teil „PHOLINE. Studien zur linguistischen Phonetik“, in dem Artikel zu phonetischen Themen im weitesten Sinne vorgestellt werden, mit der Möglichkeit, den Lesern Audiodateien zur Verfügung zu stellen.
Das Redaktionsteam arbeitet mit international anerkannten Wissenschaftlern zusammen, die die zur Veröffentlichung eingereichten Manuskripte begutachten und im wissenschaftlichen Rat der Zeitschrift mitarbeiten. Die Liste der Gutachter ist auf der Website der Zeitschrift verfügbar und wird ständig aktualisiert.

### Open Access
Die Hauptversion der Zeitschrift ist die Online-Version. Alle Bände sind auf der Website der Zeitschrift im Open-Access-Modus verfügbar.

## Einreichen von Texten
Die einzelnen Publikationen der Zeitschrift umfassen Beiträge in deutscher, polnischer und englischer Sprache. Alle zur Veröffentlichung eingereichten Artikel werden einem Begutachtungsverfahren (double blind review) unterzogen. Die Frist für die Einreichung von Veröffentlichungen ist der 30. November eines jeden Jahres. Im Redaktionsprozess wird unter anderem das Open Journal Systems (OJS) verwendet.

## Punkte und Indexierung
Die Zeitschrift ist in den folgenden bibliografischen Datenbanken indexiert: Anvur, Arianta, BazHum, CEEOL, CEJSH, CEON Biblioteka Nauki, DOAJ, Ebsco Publishing, Elektronische Zeitschriftenbibliothek, ERIH PLUS, Google Scholar, Index Copernicus, MLA, Most Wiedzy, Pol-index, Polska Bibliografia Naukowa, Scopus, WorldCat, Zeitschriftendatenbank.
Aktuelle Punktezahl auf der Liste des Ministeriums für Wissenschaft und Bildung: 40 Punkte.

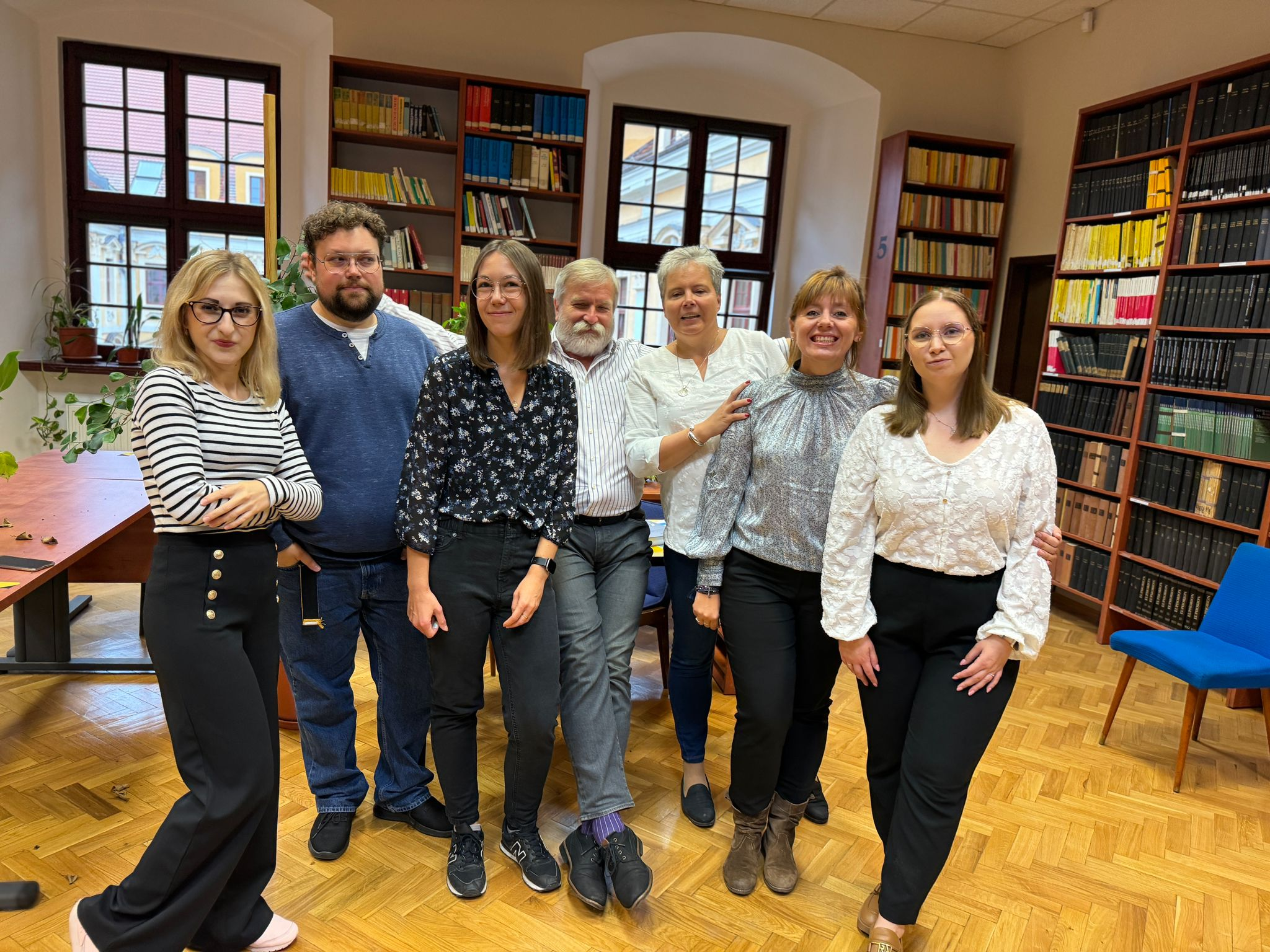
Herausgeber der Zeitschrift „Linguistische Treffen“

## Redakteure
Seit 2006 sind die Redakteure der Zeitschrift Mitarbeiter des Instituts für Germanische Philologie der Universität Breslau. Von 2006 bis 2024 waren dies Iwona Bartoszewicz, Joanna Szczęk, Artur Tworek. Die Schriftleiterin der Zeitschrift war von 2016 bis 2023 Marcelina Kałasznik.
Ab Januar 2024 setzt sich die Redaktion der Zeitschrift „Linguistische Treffen in Wrocław“ wie folgt zusammen:
- Redakteure: Marcelina Kałasznik[22], Joanna Szczęk[23], Artur Tworek[24].
- Schriftleiter: Aleksandra Molenda, Krystian Suchorab[25].
- Redaktionsassistenten: Alicja Derych, Aleksandra Kamińska.